# Botnsfjall (berg i Island, Norðurland eystra)
Botnsfjall är ett berg i republiken Island. Det ligger i regionen Norðurland eystra, 280 km nordost om huvudstaden Reykjavík. 
Trakten runt Botnsfjall är nära nog obefolkad, med mindre än två invånare per kvadratkilometer. Det finns inga samhällen i närheten.